# 努弗魯鄉
45°09′N 28°55′E / 45.150°N 28.917°E
努弗魯鄉（羅馬尼亞語：Comuna Nufăru, Tulcea），是羅馬尼亞的鄉份，位於該國東南部，由圖爾恰縣負責管轄，面積58平方公里，海拔高度7米，2002年人口2,440，人口密度每平方公里42人。